# 504

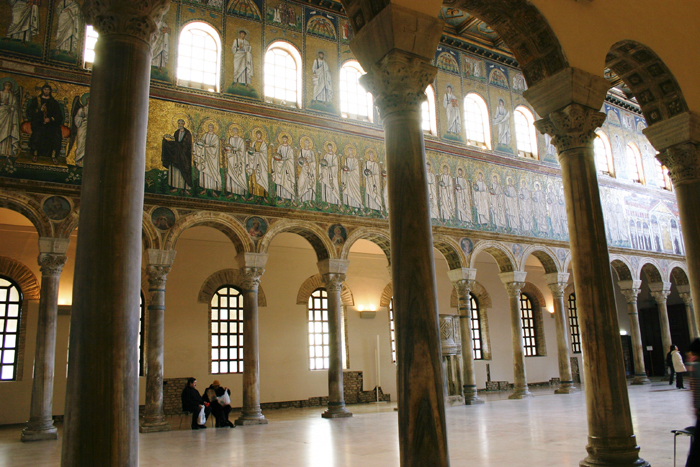
Basiliek van Sant' Apollinare Nuovo (Ravenna)

Het jaar 504 is het 4e jaar in de 6e eeuw volgens de christelijke jaartelling.

## Gebeurtenissen

### Klein-Azië
- Keizer Anastasius I belegert opnieuw Amida (huidige Turkije) en laat een circumvallatielinie (verdedigingswerk) rondom de vestingstad aanbrengen.
- Koning Kavad I geeft Amida over aan de Romeinen en sluit een wapenstilstand met het Byzantijnse Rijk.

### Europa
- Koning Theodorik de Grote verdrijft de Gepiden uit hun leefgebied in Pannonië. De Ostrogoten plunderen Belgrado (Servië).

## Vroegchristelijke bouwkunst
- Theodorik de Grote laat in Ravenna de basiliek van Sant' Apollinare Nuovo bouwen. De kerk wordt gewijd aan Christus de Verlosser. (waarschijnlijke datum)